# Kamenný kopec (Vítkovská vrchovina)
Kamenný kopec (německy Steinhübl) je nejvyšší vrchol v katastru obce Olbramice (ale ne nejvyšší místo). Nachází se mezi obcemi Olbramice a Lhotka v okrese Ostrava-město v Moravskoslezském kraji. Dosahuje nadmořské výšky 305 m n. m. a patří do východního výběžku Vítkovské vrchoviny (části Nízkého Jeseníku). Vrchol nabízí výhled na okolní vesnice, Moravskou bránu a Moravskoslezské Beskydy.

## Další informace
Vrchol se nachází u silnice třetí třídy z Olbramic do Lhotky, poblíž hranice Přírodního parku Oderské vrchy, která vede po zmíněné silnici. Po silnici vede též cyklotrasa číslo 6011 Radegast Slezsko. Pod vrcholem kopce leží osada Kamenec. 
Východně, v údolí pod kopcem, teče potok Sezina (levostranný přítok říčky Bílovka).

## Název
Vrchol se v 80. a 90. letech 20. století přejmenoval na Kamenec.  Původní název je přitom Kamenný kopec. Tento název se též používal na vojenských mapách.